# Pablo Vainstein
Pablo Vainstein (Haedo, 18 de julio de 1989) es un jugador argentino de handball que juega como extremo derecho o lateral derecho en BM Benidorm de la Liga Asobal. Forma parte de la Selección nacional.

## Carrera deportiva

### Clubes
Debutó en Colegio Ward en 2007, institución donde se iría ganando un puesto en el equipo titular con 17 años.  
En marzo de 2008, fichó para el club Pallamano Conversano de Italia donde ganó la Liga Elite en 2008 y 2009 y la Copa italiana en 2010.
A principios de 2011, regresaría a Colegio Ward para continuar su carrera en Argentina. Ese mismo año lograría el bicampeonato (apertura y clausura) con su equipo. Después de un año sin títulos (2012), volvería a coronarse en 2013, obteniendo el torneo apertura, el nacional de clubes y el Super 4 (en el cual además fue subcampeón en 2011 y 2014). En julio de 2015 se confirmó su pase al BM Ciudad Encantada de España.
Con Ciudad encantada realizaría una gran temporada 2015/16 siendo figura de su equipo. A pesar de que se pensó que tras un año de contrato volvería a Argentina, Vainstein regresaría al Ciudad Encantada en la temporada 2016/17 por un problema con el pase del jugador. En la misma realizaría otra excelente temporada, con una cifra total de 137 goles en 26 partidos, quedando undécimo en la tabla de goleadores de la Liga Asobal. En la temporada 2017/18, su equipo realizaría una histórica campaña ubicándose en la 5ª posición del torneo y así, clasificar por primera vez a la Copa EHF de balonmano masculino. Posteriormente, una lesión lo dejaría afuera de las canchas gran parte de 2019.

### Selección nacional
Formó parte de las selecciones juveniles con las cuales consiguió un 4º puesto en el Campeonato Mundial Juvenil de Baréin 2007 y un 6º puesto en el Campeonato Mundial Juvenil 2009.
Ya con la mayor, además de disputar el Campeonato Panamericano de 2010, 2014, 2016 y 2018, llegó a jugar en el Campeonato Mundial de España 2013 y Francia 2017. 
Disputó los Juegos Olímpicos de Río de Janeiro 2016, donde convirtió 5 goles en 5 partidos en lo que fue su debut a nivel olímpico. Pierden 25-19 contra Dinamarca en el primer partido de la fase de grupos, luego pierden 27-26 ante Croacia. En el tercer partido se medirían con Francia, partido que terminaría con una derrota 31-24. Contra Túnez logran su primera victoria 23-21, debiendo posteriormente vencer a Catar para clasificar a los cuartos de final en el último partido de la fase de grupos cayendo 22-18, siendo eliminados de los Juegos Olímpicos, logrando su mejor actuación y posicionándose en el 10.º puesto al igual que en los Juegos Olímpicos de Londres 2012.
En 2019, obtuvo la medalla de oro en los Juegos Panamericanos de Lima, logrando también la clasificación a los Juegos Olímpicos de Tokio 2020.
Cuatro años después, volvió a ganar la medalla de oro en los Juegos Panamericanos de 2023 logrando clasificar por cuarta vez consecutiva a los Juegos Olímpicos.

## Palmarés internacional
| Juegos Panamericanos                      | Juegos Panamericanos | Juegos Panamericanos | Juegos Panamericanos |
| Año                                       | Lugar                | Medalla              |                      |
| ----------------------------------------- | -------------------- | -------------------- | -------------------- |
| 2015                                      | Toronto              | Medalla de plata     |                      |
| 2019                                      | Lima                 | Medalla de oro       |                      |
| 2023                                      | Santiago de Chile    | Medalla de oro       |                      |
| Campeonato Panamericano                   |                      |                      |                      |
| Año                                       | Lugar                | Medalla              |                      |
| 2018                                      | Groenlandia          | Medalla de oro       |                      |
| Campeonato Sudamericano y Centroamericano |                      |                      |                      |
| Año                                       | Lugar                | Medalla              |                      |
| 2020                                      | Brasil               | Medalla de oro       |                      |
| 2022                                      | Brasil               | Medalla de plata     |                      |
| 2024                                      | Buenos Aires         | Medalla de plata     |                      |

## Equipos
- Colegio Ward  (-2007)
- Pallamano Conversano  (2008-2010)
- Colegio Ward  (2011-2015)
- BM Ciudad Encantada  (2015-2021)
- BM Benidorm  (2021-)[3]